# Leena Silvennoinen
Leena Silvennoinen, född den 7 mars 1958 i Kajana, är en finländsk orienterare som blev världsmästarinna i stafett 1979.